# Симфония № 2 (Нильсен)
Симфония № 2 «Четыре темперамента», соч. 16, FS 29 — сочинение Карла Нильсена, написанное между 1901 и 1902 годами и посвящённое итальянскому композитору Ферруччо Бузони. Премьера произведения состоялась 1 декабря 1902 года под управлением самого Нильсена. Несмотря на очевидную концепцию программной музыки, композиция имеет традиционную симфоническую структуру.

## История создания
Нильсен начал сочинение Второй симфонии, параллельно работая над оперой «Саул и Давид». Первая часть симфонии была завершена 28 декабря 1901 года, но после этого темпы написания композиции резко снизились. Нильсен закончил четвёртую часть 22 ноября 1902 года, всего за неделю до премьеры произведения.
В 1931 году Нильсен описал предысторию симфонии:
Идея «Четырёх темпераментов» пришла мне в голову много лет назад в загородной гостинице в Зеландии. На стене комнаты, где я пил пиво с женой и друзьями, висела чрезвычайно комичная цветная картина, разделённая на четыре части, где были изображены люди разных темпераментов. <…> Изображение холерика находилось вверху. В руке у него был длинный меч, которым он яростно размахивал в воздухе; глаза его вылезли из орбит, волосы бешено струились вокруг его лица, которое было так искажено яростью и дьявольской ненавистью, что я невольно расхохотался. Остальные три картины были в том же стиле, и нас с друзьями от души позабавила наивность картин и преувеличенное выражение эмоций. Но как странно иногда всё может обернуться! Я, громко и издевательски смеявшийся над этими картинками, постоянно возвращался к ним в своих мыслях, и в один прекрасный день я понял, что в этих дрянных картинках всё-таки есть какая-то идея и — подумайте! — даже музыкальный подтекст! Некоторое время спустя я начал работать над первой частью симфонии.

## Структура
Произведение состоит из четырёх частей:
1. Allegro collerico (холерик), в си миноре

1. Allegro comodo e flemmatico (флегматик), в соль мажоре

1. Andante malincolico (меланхолик), в ми-бемоль миноре

1. Allegro sanguineo — Marziale (сангвиник), ре мажор ― ля мажор

В своем отчёте о симфонии Нильсен подробно изложил своё видение темпераментов в каждой из четырёх частей. Например, во второй части композитор старался изобразить юного подростка:
Настоящим его желанием было лежать там, где поют птицы, где рыбы бесшумно скользят по воде, где греет солнце и ветер нежно гладит волосы. Он был прекрасен; вид у него был довольно счастливый, но не самодовольный, а скорее с оттенком тихой меланхолии, так что хотелось сделать ему добро. <…> Ему легко могла прийти в голову мысль раскачиваться в мягком медленном ритме вальса, поэтому я в части Allegro comodo e flemmatico старался «держаться» как можно дальше от энергии, эмоциональности и подобных вещей.
Финал симфонии символизирует жизнерадостного человека:
Я попытался изобразить человека, который бездумно мчится вперёд, веря, что весь мир принадлежит ему. <…> Есть, правда, моменты, когда его что-то пугает, и он вдруг задыхается в грубых синкопах: но всё это быстро забывается, и даже если музыка переходит в минор, его веселая, несколько наивная натура всё же заявляет о себе.

## Исполнительский состав
- 3 флейты
- 2 гобоя
- 2 кларнета in A, in B♭
- 2 фагота
- 4 валторны in F
- 3 трубы in F
- 3 тромбона (2 тенора, 1 бас)
- туба
- литавры
- струнные

Симфония также была переложена Генриком Кнудсеном (другом Нильсена) для фортепиано в четыре руки.